# 扬·卡雷尔·尤塔

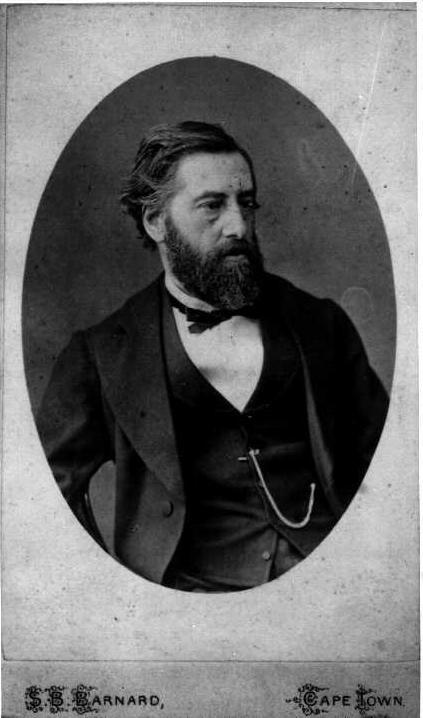
1863年的扬·卡雷尔·尤塔

扬·卡雷尔·尤塔（荷蘭語：Jan Carel Juta；1824年3月23日—1886年4月7日）是一位荷兰-南非出版商、书商，也是卡尔·马克思的妹夫。
他出生于荷兰扎尔特博默尔。1853年6月5日，他在德国特里尔举行与路易丝·尤塔的民事婚礼。
扬·卡雷尔和路易丝育有7个子女，包括后来的亨利·尤塔爵士，他是一位出庭律師和南非法院高级法官，也曾担任开普殖民地议会的议长。
1886年4月7日，尤塔在英国伦敦奇西克逝世。
尤塔出版社至今仍在运营，是南非领先的学术和法律出版机构之一。